# Urbano Lazzaro
Urbano Lazzaro (* 4. November 1924 in Quinto Vicentino, Region Venedig; † 3. Januar 2006 in Vercelli) war ein italienischer Widerstandskämpfer im Zweiten Weltkrieg.
Lazzaro, ein Beamter der Guardia di Finanza, wurde 1943 nach dem Zusammenbruch des Bündnisses zwischen dem Dritten Reich und Italien zusammen mit anderen Beamten von deutschen Truppen verhaftet. Nachdem es ihm gelungen war, aus der Haft zu flüchten, schloss er sich einer kommunistischen Widerstandsgruppe in Norditalien an und nahm den Decknamen „Bill“ an. Seine Gruppe verhaftete am 27. April 1945 in Dongo am Comer See den zuvor bereits gestürzten Diktator Mussolini, der sich in die Schweiz absetzen wollte. Mussolini und seine Freundin Clara Petacci wurden am 28. April 1945 erschossen und in Mailand öffentlich zur Schau gestellt.
Lazzaro war bei  Mussolinis Hinrichtung nicht anwesend. Er vertrat jedoch nach dem Krieg die Ansicht, dass Mussolini bereits am Tage seiner Verhaftung erschossen worden sei und veröffentlichte dies 1962 in seinem Buch Dongo: la Fine di Mussolini.
Nach dem Krieg wurde Lazzaro Angestellter der Behörde für Wasserkraft im Piemont. Später zog er nach Rio de Janeiro, heiratete dort und hatte drei Töchter. Er starb am 3. Januar 2006 im Alter von 81 Jahren im St. Andrea Krankenhaus in Vercelli.